# Warcraft III: The Frozen Throne
Warcraft: The Frozen Throne (traducido como Warcraft: El trono de hielo) es un videojuego de estrategia en tiempo real y expansión de Warcraft III: Reign of Chaos desarrollado por Blizzard Entertainment. La instalación de Warcraft III: Reign of Chaos es necesaria para poder jugar a esta expansión (Warcraft: The Frozen Throne tiene un tamaño aproximado de 1.00 GB).

## Incorporaciones

### Nuevas unidades
En esta expansión cada raza tiene nuevas unidades. Exactamente una unidad aérea más, y otra terrestre, equilibrando aún más las razas.
Elfos de sangre (Humanos)
- Deshacedor de hechizos: Unidad terrestre muy eficaz haciendo daño a lanzadores de conjuros enemigos. Pueden tomar los conjuros perjudiciales y lanzárselos al enemigo, así como tomar conjuros benéficos y lanzárselos a unidades aliadas. También pueden tomar el control de unidades invocadas.
- Jinete de Dragonhawk: Jinete aéreo alto elfo, capaz de cegar edificios enemigos para que no ataquen y capturar enemigos voladores en una red que causa daño a los enemigos atrapados.

Elfos nocturnos
- Gigante de las montañas: Unidad gigante, similar a un golem, muy eficaz contra edificios e infantería ligera. Puede arrancar un árbol del suelo para utilizarlo como garrote además de poder provocar a sus enemigos para que lo ataquen y así proteger a las unidades aliadas.
- Dragón faérico: Unidad aérea, eficaz contra hechiceros enemigos pero muy débil, son necesarias todas las mejoras posibles para un buen uso de esta unidad.

Orcos
- Espíritu caminante: Lanzador de conjuros, capaz de volverse etéreo y de revivir taurens caídos en combate. Es de gran ayuda en armadas de Taurens.
- Jinete de murciélago troll: Unidad voladora, eficaz contra unidades aéreas (mejora en Bestiario, esta es un ataque suicida) y edificios.

Muertos vivientes
- Estatua de obsidiana: Regenera la vida o el maná de las unidades amigas (dependiendo del conjuro que le ordenemos).
- Destructor: Unidad voladora que debe devorar maná para mantener el suyo, eliminando el maná del enemigo. Es la metamorfosis de la estatua de obsidiana.

### Nuevos héroes
Kael'thas - El nuevo héroe humano es un poderoso mago elfo de sangre.
Tiene la habilidad de hacer dejar en modo etéreo a cualquier unidad provocando que sea más frágil a cualquier daño mágico, así como también no puede atacar pero le deja lanzar hechizos; Llamarada, la cual provoca bastante daño y destruye árboles; robar mana, y por último el Fénix.
Anub' Arak - El héroe muerto viviente es un enorme escarabajo muerto de poder colosal.
Vuelo devastador, especial para primera línea de ataque (aturde y hace mucho daño), escarabajos carroñeros, el caparazón que proporciona bastante daño a las unidades enemigas cercanas, enjambre de langostas, provoca daño y regenera puntos de impacto.
Rokhan - El héroe orco es un chamán troll de muy alto rango con magia de apoyo.
Ola de curación, alcanza un rango de 5 o más unidades heridas, transformación, convierte a una unidad enemiga en cualquier animal y lo deja fuera de combate, tótem de serpiente, con 3 o más provoca bastante daño, Gran vudú malvado , protege a todas las unidades aliadas cercanas con una armadura invulnerable pero dejándose vulnerable a sí mismo.
Maiev Shadowsong - El héroe elfo nocturno es la guardiana, encargada de vigilar las prisiones.
Teletransportación le permite escapar a mitad de un combate y confundir al enemigo, golpe de las sombras hace daño gradual y ralentiza al enemigo, abanico de cuchillas ataca a varios enemigo a la vez y por último avatar de venganza invoca a una unidad que usará cadáveres para crear unidades con armadura invulnerable.
Además se añade una raza en la campaña de los elfos sanguinarios: dreanianos y con esta un nuevo héroe, Akama. con el nacimiento de los naga surge la heroína Lady vashj. Siguiendo la campaña bonus que corresponde a los orcos surge un héroe importante: Rexxar y también el padre de Jaina Proumoore, el almirante Daelin Proudmoore.

### Battle.net
En esta versión se añade la posibilidad de agrupar jugadores en lo que se denomina clanes, que son grupos de 10 a 100 jugadores con un jefe. Estos se organizan en equipos concertados clasificándose en diferentes modalidad

## Trama
Como en Warcraft III: Reign of Chaos, la campaña para un jugador de Frozen Throne sigue cada una de las principales razas en secuencia. En este juego, están los elfos nocturnos (Maiev Shadowsong que persigue al escapado Illidan Stormrage), humanos (o elfos sanguinarios, a raíz de las luchas de los últimos Altos Elfos en Lordaeron después de haber sido destruidos por la Plaga y la Legión de Fuego), y muertos vivientes (tras el regreso de Arthas a Lordaeron desde Kalimdor, y su viaje posterior para encontrar al Rey Lich del Azote). A diferencia de Reign of Chaos, no hay ninguna campaña con los Orcos. Sin embargo, hay una campaña de rol al estilo Diablo separada de las demás que narra los primeros días del establecimiento de la Horda de los Orcos en Kalimdor. 
En la primera campaña del juego, Illidan Stormrage ha ganado la lealtad de los Naga, seres parecidos a serpientes que solían ser elfos nocturnos, y obtiene un artefacto llamado el Ojo de Sargeras de su tumba (en el capítulo 3 de la campaña), que le otorga un poder extraordinario. La ex guardiana de Illidan, Maiev Shadowsong, pide la ayuda de Malfurion Stormrage, que es acompañado por su esposa Tyrande Whisperwind, para capturar a Illidan. En mitad de la persecución, Tyrande es arrastrada por un río, mientras ella y Shadowsong ayudaban a un grupo de elfos sanguinarios liderados por el príncipe Kael'Thas. Maiev convence a Malfurion de que ella murió. Cuando por fin capturan a Illidan, él explica que planeaba utilizar el Ojo para destruir al Rey Lich, gobernante de los muertos vivientes. En este punto, Malfurion descubre que Tyrande aún puede estar viva. Después de que Illidan la rescata, Malfurion lo perdona por sus acciones hechas con el Ojo, pero le recuerda que todavía está en el exilio. Illidan luego huye a las Tierras Devastadas.
La segunda campaña sigue a los elfos sanguinarios, los últimos de los Altos Elfos, liderados por su príncipe Kael'thas. Su líder humano, Lord Garithos, que desprecia a los que no son humanos, les da la tarea de arreglar los observatorios y defenderlos. Más tarde Garithos descubre que Kael'thas fue ayudado por los Naga, y encarcela a los elfos sanguinarios. Ellos son rescatados por Lady Vashj, líder de los Naga, que los lleva a todos a las Tierras Devastadas, donde se unen a Illidan y conquistan las Tierras Devastadas. Una vez que las Tierras Devastadas son conquistadas, el maestro de Illidan, el brujo Kil'jaeden, encuentra a Illidan y se prepara para castigarlo por su incapacidad para destruir al Rey Lich. Illidan, sin embargo, convence a Kil'jaeden de darle una oportunidad más, alegando que estaba reuniendo más fuerzas para asaltar el Trono de Hielo del Rey Lich.
La tercera campaña sigue a los muertos vivientes, que se han dividido en tres facciones. Una de ellas es liderada por Arthas y es leal al Rey Lich y es acompañado por su nigromante, Kel'thuzad. (En gran parte controlados por el jugador en el juego); otra es conducida por la banshee Sylvanas Windrunner (que tiene un capítulo controlada por el jugador en el juego), y la tercera es dirigida por los tres Señores del Terror y es fiel a la Legión de Fuego. Sylvanas derrota a los Señores del Terror y unifica las dos facciones, mientras que Arthas viaja a las tierras de Northrend para defender al Rey Lich de los asaltos combinados de Illidan, los Naga, y los elfos sanguinarios tras ataques dolorosos y visiones del Rey Lich que lo manda al Trono de Hielo. Después de una feroz batalla entre las fuerzas de muertos vivientes de Arthas y de Illidan, Illidan parece estar muerto, y mientras Arthas se aleja del casi muerto Illidan, le advierte a Illidan que "se vaya y no vuelva a Azeroth" y Arthas es capaz de alcanzar el Trono de Hielo del Rey Lich. Una vez allí, Arthas rompe la prisión de hielo que mantuvo al Rey Lich y lo libera. Arthas se pone el casco del Rey Lich, uniendo sus almas en un ser ultra-poderoso: Arthas, el nuevo Rey Lich.
La campaña por separado al estilo RPG sigue la Horda defendiendo sus tierras en Durotar y creando un nuevo reino logrando limpiar el nombre de Horda Orca(Con la cual llevaban el nombre de La Horda Orca De Elite pero fueron Renegados por el sacrificio de Grom Hellscream y el número de la horda fue reducido y muchas bajas y caídas). Tras defender Durotar de una serie de amenazas menores, Rexxar se entera de que una fuerza de los humanos de la isla de Theramore, dirigidos por el almirante Daelin Proudmoore, planea invadir Durotar. El almirante Proudmoore no está dispuesto o es incapaz de aceptar una tregua entre la Horda y la Alianza a pesar de que sus ejércitos se unieron para defender el Árbol del Mundo en Reign of Chaos. Los orcos invaden Theramore (con la ayuda de una culpable Jaina Proudmoore) y matan al Almirante, reemplazándolo con su hija, Jaina.

## Nueva Versión
En la BlizzCon 2018, del 2 de noviembre de 2018, Blizzard anunció una nueva versión de Warcraft III y de Warcraft III: The Frozen Throne titulada Warcraft III: Reforged (Warcraft III: Reforjado) con personajes y gráficos remodelados con un lanzamiento para finales del año 2019